# Лискинский район
Ли́скинский райо́н — административно-территориальная единица (район) и муниципальное образование (муниципальный район) на западе Воронежской области России.
Административный центр — город Лиски.

## География
Лискинский район находится в центре Воронежской области, граничит с Каширским, Бобровским, Павловским, Каменским и Острогожским районами области. Площадь района — 2032,73 км².
Основные реки — Дон, Икорец.

## Геральдика
Герб утверждён решением Совета народных депутатов Лискинского муниципального района № 60 от 5 сентября 2006 года, внесён в регистр геральдической комиссии при губернаторе Воронежской области под № 42. Внесён в Государственный геральдический регистр Российской Федерации под регистрационным номером 2493.

## История

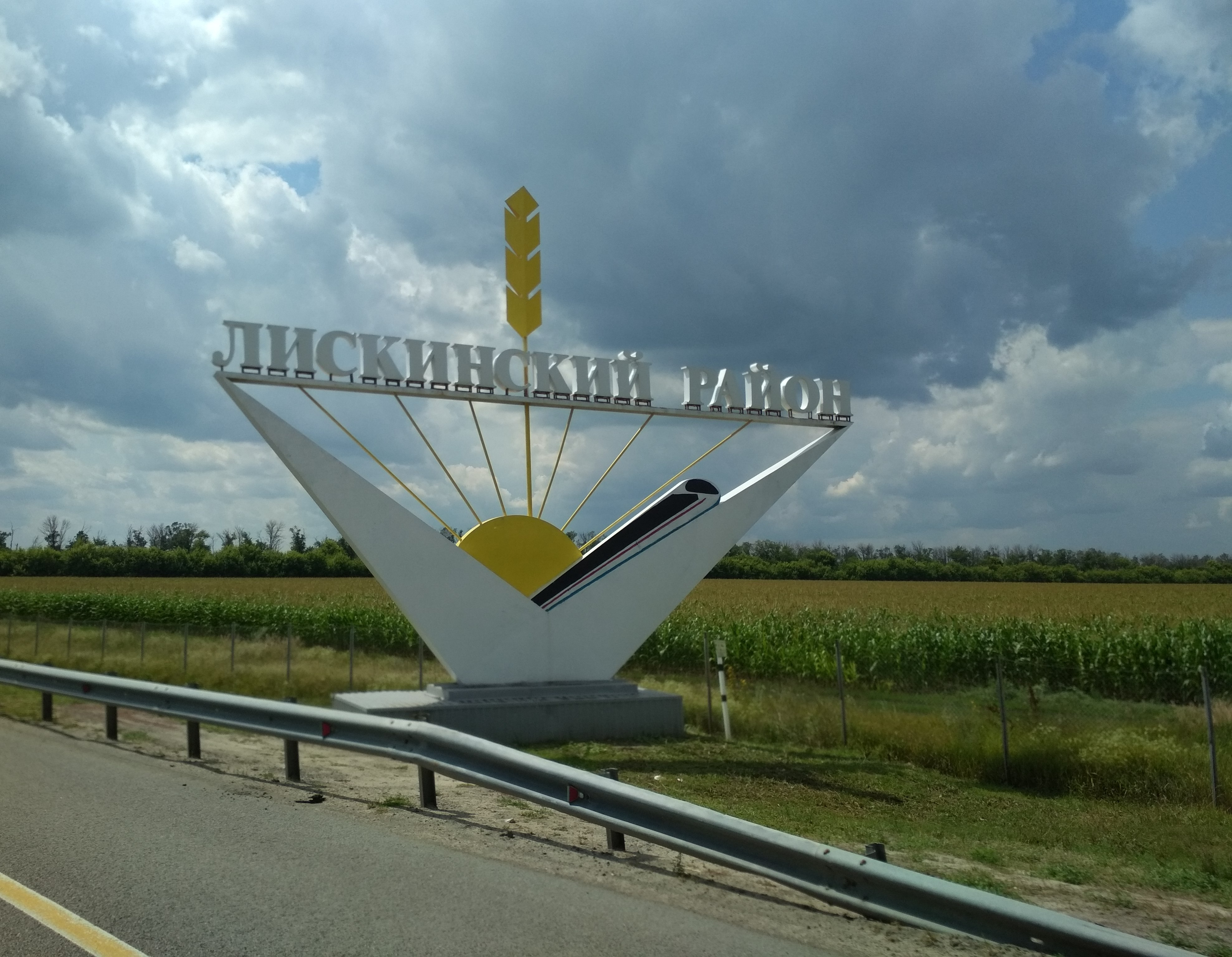
Стела у въезда на территорию Лискинского района Воронежской области по трассе М-4 "Дон".

Район был образован 30 июля 1928 года в составе Острогожского округа Центрально-Чернозёмной области.
После упразднения Центрально-Чернозёмной области 13 июня 1934 года район вошёл в состав вновь образованной Воронежской области.
14 июля 1961 года в состав района вошёл упразднённый Давыдовский район и часть территории Коротоякского района, город Лиски отнесен к категории городов областного подчинения.
В 1963—1965 годах в состав района входила также территория упразднённого Бобровского района.
В 2005 году Лискинский район преобразован в муниципальный район, город Лиски вошёл в состав района как городское поселение.
Самые ранние свидетельства, касающиеся освоения Лискинской земли, относятся к 4-3-му тысячелетию до нашей эры. Самыми известными археологическими памятниками являются Городища Титчиха и Маяцкое.
С 1571 года на месте современного города Лиски для наблюдения за движением крымских и ногайских татар стал устанавливаться на летнее время русский сторожевой пост. С этого момента начинается образование нынешнего города Лиски.
В 17-м веке на нашей земле появляется множество поселений, являющихся предками современных населённых пунктов Лискинского района.
Начиная с 1871 года, история Лискинского района тесно связана с развитием железной дороги. В это время при строительстве железнодорожной линии Воронеж-Ростов у села Новая Покровка организуется железнодорожная станция Лиски.
30 июля 1928 года — день рождения Лискинского района с административным центром в городе Свобода. С этого момента и по настоящие дни город успел сменить несколько названий: Свобода; Лиски; Георгиу-Деж и снова Лиски.
Во время гражданской войны под Лисками проходили ожесточенные бои. Не остался в стороне Лискинский район и во время Великой Отечественной войны. С июля 1942 г. по январь 1943 г. фронт вплотную подошёл к Лискам. Гитлеровцами был занят правый берег Дона, напротив города. За время войны двенадцать лискинцев стали Героями Советского Союза, трое заслужили звание Героя Социалистического Труда.
В послевоенные годы в районе образуются крупные совхозы и колхозы. Создаётся собственная промышленность. Первым значимым промышленным предприятием, созданным в 1947 году в городе Лиски, стали механические мастерские, выросшие в крупнейший завод монтажных заготовок и металлоконструкций. В 1955 году вводится в эксплуатацию Лискинский маслоэкстракционный завод. В 1968 году запускаются мощности сахарного завода. В последующие годы возникает множество других предприятий.
Лиски сегодня — современный город с развитой социальной инфраструктурой, состоящей из множества образовательных, культурных, спортивных и медицинских учреждений. На территории района расположены пять действующих храмов, ещё четыре — восстанавливаются, среди них Успенский Дивногорский мужской монастырь.
Прошлое Лискинской земли богато интересными фактами и разнообразными событиями, будущее перспективно и нераздельно связано с социально-экономическим развитием России.

### История района в датах
- 1571 — установление сторожевого поста у Богатого Затона на левом берегу Дона
- 1614 — Богатый Затон стал одним из воронежских откупных угодьев («Богатый юрт»)[5]
- 1787 — образование села Новая Покровка на месте Богатого Затона
- 1870 — образование железнодорожной станции Лиски
- 1895 — заканчивается строительство железной дороги Харьков-Балашов, станция Лиски становится узловой
- 1918 — село Новая Покровка получает статус города и новое имя — Свобода
- 1927 — основание Лискинского речного порта
- 1928 — основание Лискинского района с центром в городе Свобода
- 1942 — гитлеровцы занимают правый берег Дона напротив города Лиски
- 1943 — переименование города Свобода в город Лиски
- 1947 — создание механических мастерских, выросших позднее в завод монтажных заготовок и металлоконструкций
- 1955 — введение в эксплуатацию мощностей маслоэкстракционного завода
- 1965 — переименование города Лиски в город Георгиу-Деж
- 1968 — начинается выпуск продукции сахарного завода
- 1991 — возвращение городу Георгиу-Деж названия Лиски

## Население
| 1989     | 2002     | 2009     | 2010     | 2011     | 2012     | 2013     |
| -------- | -------- | -------- | -------- | -------- | -------- | -------- |
| 104 704  | ↘50 142  | ↗100 647 | ↗105 704 | ↘105 419 | ↘103 794 | ↘103 020 |
| 2014     | 2015     | 2016     | 2017     | 2018     | 2021     | 2025     |
| ↘102 397 | ↘101 764 | ↘100 970 | ↘100 088 | ↘99 427  | ↘98 577  | ↘93 947  |

### Урбанизация
В городских условиях (город Лиски и рабочий посёлок Давыдовка) проживают 60,61 % населения района.

### Национальный состав
По данным переписи населения 1939 года: русские — 66,3 % или 54 496 чел., украинцы — 33 % или 27 119 чел.
По итогам переписи населения 2020 года проживали следующие национальности (национальности менее 0,1 % и другое, см. в сноске к строке «Другие»):
| Национальность | Численность, чел. | Доля     |
| -------------- | ----------------- | -------- |
| Русские        | 91 993            | 93,32 %  |
| Армяне         | 556               | 0,56 %   |
| Турки          | 545               | 0,55 %   |
| Украинцы       | 508               | 0,52 %   |
| Цыгане         | 495               | 0,50 %   |
| Азербайджанцы  | 329               | 0,33 %   |
| Узбеки         | 318               | 0,32 %   |
| Курды          | 288               | 0,29 %   |
| Таджики        | 146               | 0,15 %   |
| Татары         | 125               | 0,13 %   |
| Другие         | 3274              | 3,33 %   |
| Итого          | 98 577            | 100,00 % |

## Муниципально-территориальное устройство
В Лискинский муниципальный район входят 23 муниципальных образований, в том числе 2 городских и 21 сельское поселение:
| №  | Муниципальное образование             | Административный центр          | Количество населённых пунктов | Население | Площадь, км2 |
| -- | ------------------------------------- | ------------------------------- | ----------------------------- | --------- | ------------ |
| 1  | городское поселение город Лиски       | город Лиски                     | 2                             | ↘52 089   | 64,77        |
| 2  | Давыдовское городское поселение       | рабочий посёлок Давыдовка       | 2                             | ↗6120     | 81,50        |
| 3  | Бодеевское сельское поселение         | село Бодеевка                   | 4                             | ↗980      | 65,30        |
| 4  | Высокинское сельское поселение        | село Высокое                    | 3                             | ↗2230     | 84,27        |
| 5  | Дракинское сельское поселение         | село Дракино                    | 1                             | ↗3080     | 56,26        |
| 6  | Залуженское сельское поселение        | село Залужное                   | 3                             | ↘4758     | 106,25       |
| 7  | Ковалёвское сельское поселение        | село Ковалёво                   | 7                             | ↘1802     | 107,98       |
| 8  | Коломыцевское сельское поселение      | село Коломыцево                 | 2                             | ↘958      | 66,93        |
| 9  | Колыбельское сельское поселение       | село Колыбелка                  | 2                             | ↗1229     | 82,00        |
| 10 | Копанищенское сельское поселение      | село Копанище                   | 1                             | ↘880      | 69,00        |
| 11 | Краснознаменское сельское поселение   | село Лискинское                 | 2                             | ↗1449     | 62,74        |
| 12 | Нижнеикорецкое сельское поселение     | село Нижний Икорец              | 4                             | ↘2056     | 125,76       |
| 13 | Петровское сельское поселение         | село Петровское                 | 5                             | ↘751      | 65,47        |
| 14 | Петропавловское сельское поселение    | село Петропавловка              | 5                             | ↗1231     | 163,22       |
| 15 | Почепское сельское поселение          | село Почепское                  | 4                             | ↘2146     | 82,98        |
| 16 | Селявинское сельское поселение        | село Селявное                   | 4                             | ↘1057     | 64,04        |
| 17 | Среднеикорецкое сельское поселение    | село Средний Икорец             | 7                             | ↘5516     | 115,25       |
| 18 | Старохворостанское сельское поселение | село Старая Хворостань          | 8                             | ↘2033     | 136,21       |
| 19 | Степнянское сельское поселение        | посёлок совхоза «2-я Пятилетка» | 2                             | ↗1100     | 37,03        |
| 20 | Сторожевское 2-е сельское поселение   | село Сторожевое 2-е             | 1                             | ↘521      | 35,75        |
| 21 | Тресоруковское сельское поселение     | село Тресоруково                | 4                             | ↘3002     | 164,30       |
| 22 | Троицкое сельское поселение           | село Троицкое                   | 1                             | ↘1019     | 61,68        |
| 23 | Щучинское сельское поселение          | село Щучье                      | 2                             | ↗1095     | 75,50        |

## Населённые пункты
В Лискинском районе 76 населённых пунктов.
| №  | Населённый пункт                               | Тип             | Население | Муниципальное образование             |
| -- | ---------------------------------------------- | --------------- | --------- | ------------------------------------- |
| 1  | Аношкино                                       | посёлок         | 156       | Старохворостанское сельское поселение |
| 2  | Аношкино                                       | село            | ↘625      | Старохворостанское сельское поселение |
| 3  | Берёзово                                       | хутор           | 0         | Степнянское сельское поселение        |
| 4  | Бодеевка                                       | село            | ↗603      | Бодеевское сельское поселение         |
| 5  | Владимировка                                   | село            | ↘460      | Петропавловское сельское поселение    |
| 6  | Вознесеновка                                   | село            | ↘953      | Давыдовское городское поселение       |
| 7  | Высокое                                        | село            | 2294      | Высокинское сельское поселение        |
| 8  | Вязники                                        | хутор           | 36        | Селявинское сельское поселение        |
| 9  | Давыдовка                                      | рабочий посёлок | ↗5167     | Давыдовское городское поселение       |
| 10 | Демченков                                      | хутор           | 18        | Ковалёвское сельское поселение        |
| 11 | Дивногорский Монастырь                         | посёлок         | 21        | Селявинское сельское поселение        |
| 12 | Дивногорье                                     | хутор           | 251       | Селявинское сельское поселение        |
| 13 | Дмитриевка                                     | село            | ↘262      | Почепское сельское поселение          |
| 14 | Добрино                                        | село            | 496       | Тресоруковское сельское поселение     |
| 15 | Дракино                                        | село            | ↗3080     | Дракинское сельское поселение         |
| 16 | Дубовый                                        | хутор           | 17        | Среднеикорецкое сельское поселение    |
| 17 | Духовое                                        | село            | ↘24       | Петропавловское сельское поселение    |
| 18 | Екатериновка                                   | слобода         | ↘251      | Петровское сельское поселение         |
| 19 | Ермоловка                                      | село            | ↗689      | Почепское сельское поселение          |
| 20 | Залужное                                       | село            | ↗1970     | Залуженское сельское поселение        |
| 21 | Калач                                          | хутор           | ↗318      | городское поселение город Лиски       |
| 22 | Ковалёво                                       | село            | 1303      | Ковалёвское сельское поселение        |
| 23 | Коломыцево                                     | село            | ↘831      | Коломыцевское сельское поселение      |
| 24 | Колыбелка                                      | село            | ↘1309     | Колыбельское сельское поселение       |
| 25 | Копанище                                       | село            | ↘880      | Копанищенское сельское поселение      |
| 26 | Лиски                                          | город           | ↘51 778   | городское поселение город Лиски       |
| 27 | Лиски                                          | село            | ↘2490     | Залуженское сельское поселение        |
| 28 | Лискинское                                     | село            | 1505      | Краснознаменское сельское поселение   |
| 29 | Луговой                                        | хутор           | 295       | Почепское сельское поселение          |
| 30 | Масловка                                       | село            | ↘234      | Нижнеикорецкое сельское поселение     |
| 31 | Машкино                                        | село            | ↘173      | Бодеевское сельское поселение         |
| 32 | Мелахино                                       | село            | ↘61       | Ковалёвское сельское поселение        |
| 33 | Мисево                                         | село            | ↘43       | Ковалёвское сельское поселение        |
| 34 | Михайловский                                   | хутор           | 20        | Петровское сельское поселение         |
| 35 | Нижнемарьино                                   | село            | ↗1190     | Тресоруковское сельское поселение     |
| 36 | Нижний Икорец                                  | село            | ↘1696     | Нижнеикорецкое сельское поселение     |
| 37 | Николаевка                                     | село            | ↘80       | Петропавловское сельское поселение    |
| 38 | Никольский                                     | хутор           | 652       | Залуженское сельское поселение        |
| 39 | Новая Грань                                    | хутор           | 18        | Петровское сельское поселение         |
| 40 | Новозадонский                                  | хутор           | 205       | Бодеевское сельское поселение         |
| 41 | Новониколаевский                               | хутор           | 143       | Бодеевское сельское поселение         |
| 42 | Осинки                                         | хутор           | 18        | Старохворостанское сельское поселение |
| 43 | Первое Мая                                     | хутор           | ↗3        | Петровское сельское поселение         |
| 44 | Переезжее                                      | село            | ↘174      | Щучинское сельское поселение          |
| 45 | Песковатка                                     | село            | 456       | Среднеикорецкое сельское поселение    |
| 46 | Петровское                                     | село            | ↘573      | Петровское сельское поселение         |
| 47 | Петропавловка                                  | село            | ↘619      | Петропавловское сельское поселение    |
| 48 | Подлесный                                      | хутор           | 58        | Высокинское сельское поселение        |
| 49 | Подсобного хозяйства санатория имени Цюрупы    | посёлок         | 212       | Среднеикорецкое сельское поселение    |
| 50 | Попасное                                       | хутор           | ↘201      | Коломыцевское сельское поселение      |
| 51 | Посёлок 2-го отделения совхоза «2-я Пятилетка» | посёлок         | 65        | Краснознаменское сельское поселение   |
| 52 | Посёлок санатория имени Цюрупы                 | посёлок         | 489       | Среднеикорецкое сельское поселение    |
| 53 | Посёлок совхоза «2-я Пятилетка»                | посёлок         | 1161      | Степнянское сельское поселение        |
| 54 | Почепское                                      | село            | ↘1130     | Почепское сельское поселение          |
| 55 | Прияр                                          | хутор           | ↘217      | Петропавловское сельское поселение    |
| 56 | Прогонный                                      | хутор           | 192       | Старохворостанское сельское поселение |
| 57 | Путчино                                        | хутор           | ↘103      | Ковалёвское сельское поселение        |
| 58 | Пухово                                         | село            | ↘488      | Ковалёвское сельское поселение        |
| 59 | Рождествено                                    | село            | ↘584      | Тресоруковское сельское поселение     |
| 60 | Свобода                                        | хутор           | 1         | Колыбельское сельское поселение       |
| 61 | Селявное                                       | село            | ↘835      | Селявинское сельское поселение        |
| 62 | Селявное                                       | село            | ↘484      | Старохворостанское сельское поселение |
| 63 | Солонцы                                        | хутор           | 1         | Нижнеикорецкое сельское поселение     |
| 64 | Среднеикорецкой больницы                       | посёлок         | 23        | Среднеикорецкое сельское поселение    |
| 65 | Средний Икорец                                 | село            | ↘4411     | Среднеикорецкое сельское поселение    |
| 66 | Старая Покровка                                | хутор           | ↘8        | Высокинское сельское поселение        |
| 67 | Старая Хворостань                              | село            | ↘603      | Старохворостанское сельское поселение |
| 68 | Сторожевое 2-е                                 | село            | ↘521      | Сторожевское 2-е сельское поселение   |
| 69 | Стрелка                                        | хутор           | 265       | Нижнеикорецкое сельское поселение     |
| 70 | Студёновка                                     | хутор           | 105       | Старохворостанское сельское поселение |
| 71 | Титчиха                                        | хутор           | 142       | Старохворостанское сельское поселение |
| 72 | Тресоруково                                    | село            | ↘1135     | Тресоруковское сельское поселение     |
| 73 | Троицкое                                       | село            | ↘1019     | Троицкое сельское поселение           |
| 74 | Фёдоровский                                    | хутор           | 79        | Среднеикорецкое сельское поселение    |
| 75 | Шепелев                                        | хутор           | 21        | Ковалёвское сельское поселение        |
| 76 | Щучье                                          | село            | ↘1029     | Щучинское сельское поселение          |

## Экономика

### Промышленность
Представлена 15 предприятиями (крупными и средними), из них — 11 предприятий обрабатывающих производств:
- ОАО «Лиски-сахар» — Предприятие занимается переработкой сахарной свеклы и выпуском сахара из сахара-сырца.
- ОАО «Откосинский меловой карьер» — Мел природный для производства комбикормов и минеральной подкормки животных и птиц (ММЖП).
- Филиал «МЭЗ Лискинский» — ООО «МЭЗ Юг Руси» — занимается производством масла растительного из подсолнечника.
- ОАО «Лиски-хлеб» — специализируется на выпуске хлебобулочных изделий.
- ЗАО «Лискинский завод монтажных заготовок» — специализируется на выпуске деталей трубопроводов, отводов и фланцев.
- ОАО «Металлист» — специализируется на выпуске стальных металлоконструкций: резервуаров, водонапорных башен, строительных металлоконструкций.
- ООО «Гормолзавод Лискинский» — специализируется на выпуске молочных изделий: масла сливочного и сыра.
- ОАО «Садовое» — занимается переработкой овощей и фруктов, выпуском консервов овощных и плодовых.
- МУП «Лискинская типография» — производит полиграфическую продукцию.
- «Лискинский песчаный карьер» (структурное подразделение СМТ № 7 ОАО «Росжелдорстрой») — специализируется на выпуске кирпича силикатного и добыче песка.
- Лискинский завод «Спецжелезобетон» филиал ОАО «Бэт Эл Транс» — специализируется на выпуске шпал железобетонных.
- МУП «Водоканал» — основные виды деятельности предприятия — водоснабжение и водоотведение.
- ОАО «Лискигазосиликат» — специализируется на выпуске блоков из ячеистого материала.
- ЗАО «Интеринвест — Э» — специализируется на добыче мела.
- ЗАО «Эльдако» филиал «Крупенники» — специализируется на производстве мела, извести.

### Сельское хозяйство
Одна из ведущих отраслей экономики района. Сельскохозяйственные угодья составляют 149,6 тыс. га.

Сельхозпроизводством в Лискинском районе занимаются 14 крупных сельскохозяйственных предприятий.

На начало 2012 года наблюдается рост поголовья коров — на 12 %, птицы — на14%. Поголовья свиней снизилось на 18 % по сравнению с 1 полугодием 2011 года.

Сельскохозяйственными предприятиями произведено 42,8 тыс. тонн молока (129 % к 1 полугодию 2011 года), реализовано на убой скота и птицы (в живой массе) — 52,3 тыс. тонн (104,6 %), произведено куриных яиц — 40,0 млн шт. (88,5 % к 1 полугодию 2011 года).

### Транспорт
На территории Лискинского муниципального района расположены предприятия железнодорожного и речного транспорта.
Железнодорожный узел Лиски — один из крупнейших в России, расположен на участке Юго-Восточной железной дороги, имеющей магистральные линии на все направления: Север, Юг, Запад, Восток.
На начало 2012 года железнодорожным транспортом перевезено 5638,9 тыс. тонн грузов (104,9 % к 1 полугодию 2011 года).

Речным транспортом за 1 полугодие 2012 года работы по перевозке грузов не осуществлялись.

Грузооборот железнодорожного транспорта — 14834,1 млн тонн-км (100,4 % к 1 полугодию 2011 года).
Через территорию Лискинского района проходит федеральная автомобильная трасса «Москва—Ростов».
С учётом работы частных маршрутных такси перевезено 6777,8 тыс. человек, или 98,9 % к 1 полугодию 2011 года. Пассажирооборот — 99135,1 тыс. пас.- км (100,3 % к 1 полугодию 2011 года).
Услуги почтовой связи в городе и селах района обеспечиваются сетью отделений Лискинского районного узла Федеральной почтовой связи (44 отделения).
На 1 июля 2012 года установлено телефонных точек по Лискинскому району — 28117 (в том числе в городе — 20545, в сельской местности — 7572). Из них квартирных — 25514 (в том числе город — 18588, сельская местность — 6926).

Установлено радиоточек — 3885 (из них у населения — 3180).

## Санатории и минеральные воды
На территории Лискинского района выявлены зоны минеральных вод:
- без «специфических» компонентов и свойств сульфатно-хлоридного или хлоридно-сульфатного класса и, преимущественно, кальциевого или натриево-кальциевого подкласса с минерализацией от 1,0 ло 10,0 мг/дм³ (минеральные воды «Икорецкая» и «Углянческая»);
- радоновых вод сульфатно-хлоридного класса кальциево-натриевого подкласса с минерализацией от 1 ло 2 г/дм³ (располагается в районе озера Богатое).

В Лискинском районе расположены два санатория: им. Цюрюпы и санаторий-профилакторий Радон. В обоих санаториях природным лечебным фактором являются минеральные воды. Скважина минеральной воды «Икорецкая» находится на территории санатория им. Цюрюпы. Эта вода обладают лечебным эффектом в отношении заболеваний органов желудочно-кишечного тракта, в частности у больных с хроническим гастритом.

## Достопримечательности
- Пещерная церковь в Больших Дивах (х. Дивногорье)
- Памятник железнодорожникам (г. Лиски)
- Памятник паровозу ФД-20 (г. Лиски)
- Памятник Великой Отечественной войне (г. Лиски)
- Памятник Святому Георгию (г. Лиски)
- Колонна с Ангелом-хранителем (г. Лиски)
- Храм Владимирской иконы Божией Матери (г. Лиски)
- Дивногорский Успенский монастырь (х. Дивногорье)
- Собор Успения Пресвятой Богородицы (х. Дивногорье)
- Церковь Иконы Божией Матери Сицилийская (х. Дивногорье)
- Церковь Рождества Иоанна Предтечи (х. Дивногорье)
- Храм Казанской Иконы Божией Матери (пгт Давыдовка)
- Церковь Михаила Архангела (с. Дракино)
- Церковь Троицы Живоначальной (с. Тресоруково)
- Памятник генералу армии Анатолию Грибкову (с. Духовое)
- Памятник танку СУ-152 (с. Пухово)
- Природный, архитектурно-археологический музей-заповедник «Дивногорье». Архивировано из оригинала 21 января 2008 года. (х. Дивногорье)
- Храм Покрова Пресвятой Богородицы (с. Коломыцево)

У сёл Щучье и Урыв Острогожского района в реке Дон c 1911 года по 1992 год нашли остатки трёх хорошо сохранившихся долблёных челнов.
|  |  |  |